# Ягст
Ягст (нім. Jagst) — річка в Німеччині, протікає землею Баден-Вюртемберг, номер річки 2388. Площа басейну річки становить 1830 км². Загальна довжина річки 189 км. Висота витоку 518 м. Висота гирла 142,8 м.
Річкова система річки — Неккар → Рейн.  

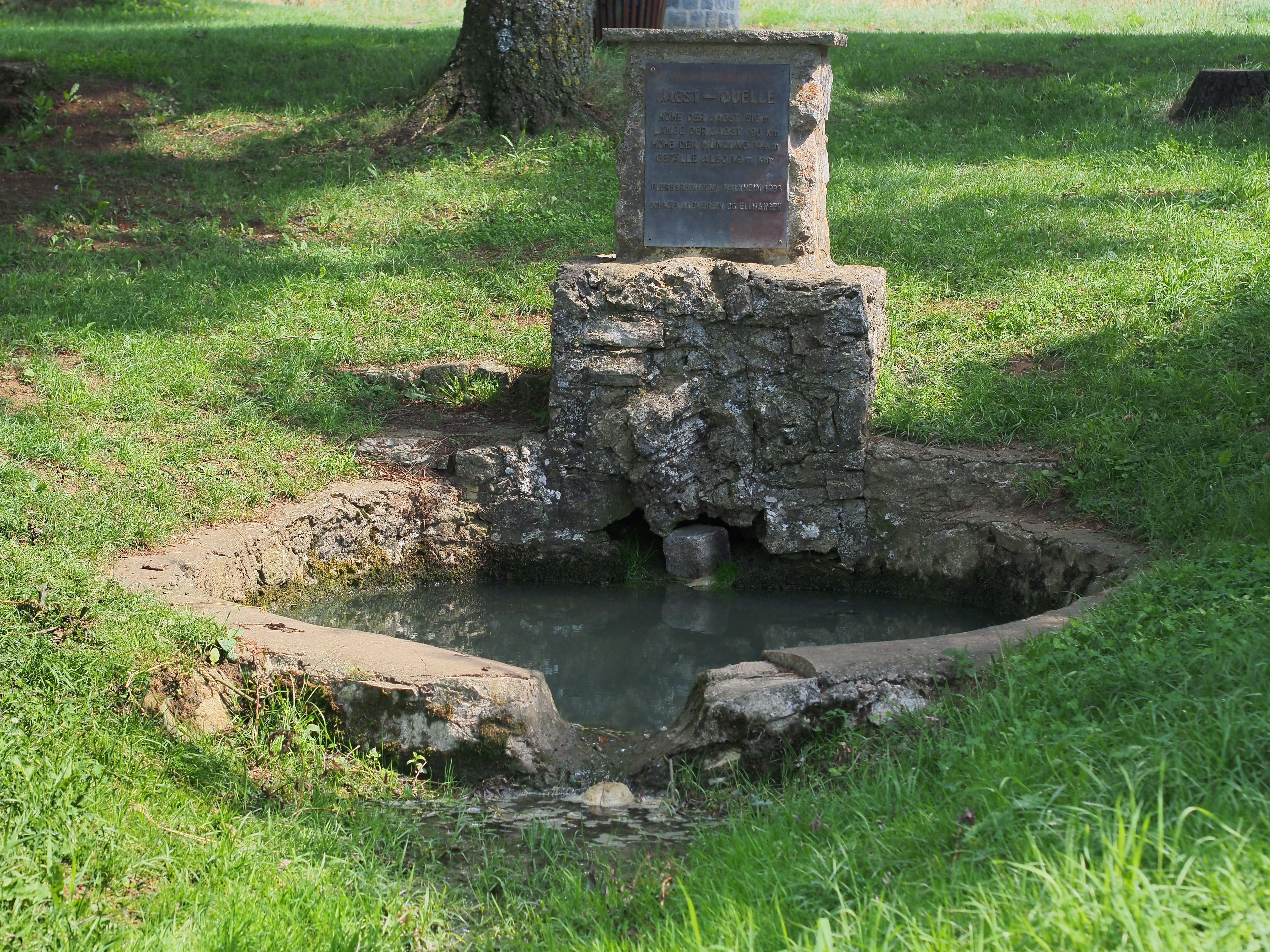
Витік річки
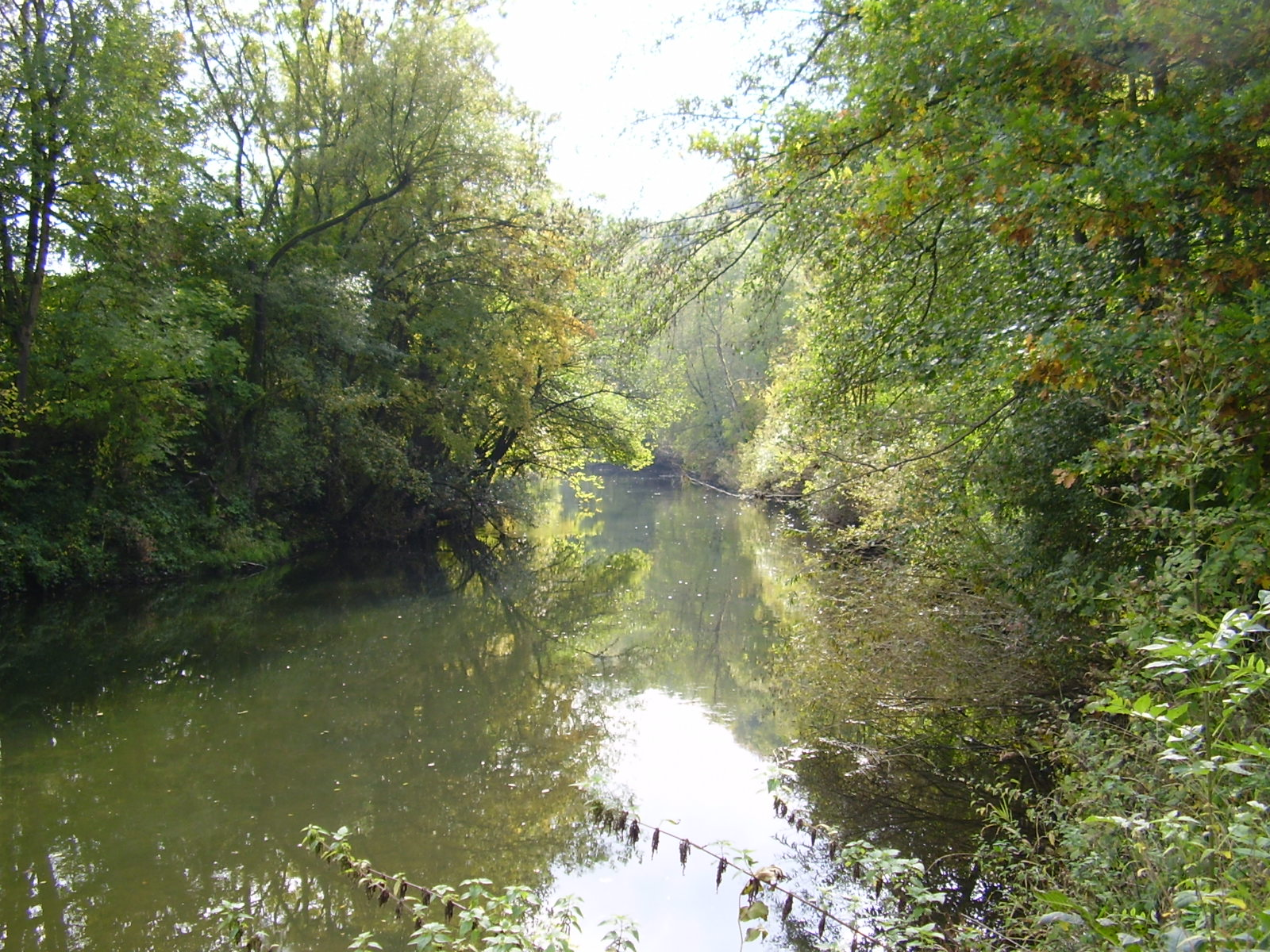